# Bedrijventerrein De Corridor
Bedrijventerrein De Corridor is een buurt van IJsselstein, in de Nederlandse provincie Utrecht. De wijk heeft 55 inwoners (2023).. 
De buurt grenst met de klok mee aan De Hoven en De Boomgaard, Industrieterrein Lage Dijk, Landelijk gebied Zuid,  gemeente Lopik en De Wereldsteden. De buurt maakt onderdeel uit van de Vinex-locatie Zenderpark. 

## Geschiedenis
De buurt is -net als de rest van het Zenderpark gelegen in de Polder Hooge Biezen. Vanaf de jaren 30 van de 20e eeuw zijn in het gebied diverse zenders met bijbehorende bebouwing geplaatst. Beheerder was Nozema. In de jaren 90 van de 20e eeuw werd het gebied aangewezen als Vinex-locatie, waarbij in het zuiden een bedrijventerrein werd gerealiseerd. De meeste bebouwing werd in de periode 2000-2010 opgeleverd. 

## Beschrijving
De buurt is grotendeels ingericht als bedrijventerrein. Alleen in het noordoosten van de buurt bevinden zich -aan bedrijfspanden gekoppelde- woningen. De buurt kent slechts drie straten: de Parklaan, die de buurt verbindt met de N210, en de Einsteinweg en Edisonweg. 
Stad: IJsselstein      Buurtschappen: Achtersloot · Klaphek · Knollemanshoek (deels)

Woonwijken: Centrum · Noord · West · Zuid

Woonbuurten: Binnenstad · Nieuwpoort · Groenvliet · Kasteelkwartier · Europakwartier · Oranjekwartier · IJsselveld-Oost · IJsselveld-West · IJsseloevers · Hazenveld en Overwaard · Panoven · De Hoven en De Boomgaard · De Tuinen · Het Hart · De Wereldsteden · De Rivieren · Het Staatse · Benschopperpoort en Het Podium · Achterveld-Zuid · Achterveld-West · Achterveld-Noord · Achterveld-Oost · Eiterse Waard · Landelijk gebied Noord · Landelijk gebied Zuid

Overige buurten: Rijpickerwaard · Paardenveld · Over Oudland · Industrieterrein Lage Dijk · Bedrijventerrein De Corridor
Utrecht · Plaatsen in de provincie      Nederland · Provincies · Gemeenten